# Longobardi
Longobardi  község (comune) Olaszország Calabria régiójában, Cosenza megyében.

## Fekvése
A megye nyugati részén fekszik, a Tirrén-tenger partján. Határai: Belmonte Calabro, Fiumefreddo Bruzio és Mendicino.

## Története
A hagyományok szerint a 8. században Liutprand longobárd király uralkodása idején alapították. A 19. század elején, amikor a Nápolyi Királyságban felszámolták a feudalizmust Fiumefreddo Bruzio része lett, majd hamarosan elnyerte önállóságát. 1928-1934 között rövid időre ismét Fiumefreddo Bruzio része volt.

## Népessége
A népesség számának alakulása:

## Főbb látnivalói
- Palazzo Coscarella
- Palazzo Pellegrini
- Palazzo De Micheli
- Palazzo Miceli
- Palazzo Settimio Pagnotta
- Palazzo Preste
- Palazzo Pagnotta
- Beato Nicola-templom
- Cristo Re-templom
- Sant’Antonio-templom
- Santa Domenica-templom
- Madonna dell’Assunta-templom